# MUD (computerspel)
Een MUD (Multi-User Dungeon) is een multiplayer-spel dat elementen van een RPG, "Hack and Slash" en chatruimten combineert. Het is een term die gebruikt wordt bij computerspellen.
Deze veelal tekstgeoriënteerde spelletjes worden doorgaans gedraaid op een bulletin board system of een gewone internetserver, vaak bereikbaar via Telnet. Tekstgeoriënteerd betekent in dit geval dat de gebruiker een beschrijving krijgt van alles wat hij ziet en wat zich in zijn virtuele omgeving afspeelt  ("Je ziet een slang", "Je hoort geluiden in de verte", etc.). Interactie met de spelomgeving gaat door middel van getypte opdrachten, zoals "pak papier op" of "sla wachter".

## Genres
De meeste MUD's spelen zich af in een fantasy-wereld, met draken, elfen en trollen, maar er zijn ook MUD's die zich in een sciencefiction-wereld afspelen. Meestal kruipt de speler in de huid van een vrijgevochten avonturier die door de wereld trekt en allerhande opdrachten (quests) uitvoert. Aan de hand hiervan doet de speler ervaring op en 'groeit' zijn personage. Hoe meer groei, des te meer mogelijkheden de speler krijgt in de vorm van spreuken, eigenschappen en dergelijke.

## Sfeer
Strikter dan bij veel MMORPG-spelletjes is het role-playing-gamekarakter van het spel belangrijk. Dit begint al bij de naamstelling van een personage. Namen als Elfendruïde of Trollbasher die de speler bij spelletjes als World of Warcraft veelvuldig tegenkomt, zijn op de meeste MUD-servers reden voor een vriendelijk verzoek om de naam aan te passen. De fanatiekste rollenspelspelers zullen dan ook binnen MUD-spelletjes voorkomen.

## MUD-clients
Er zijn voor het spelen van MUD's ook speciaal ontwikkelde clients; een programma waarmee de speler contact maakt met de MUD-server. Deze clients hebben vaak extra opties voor onder andere het automatisch maken van kaarten, zelfprogrammeerbare 'triggers' (reacties op gebeurtenissen). Er zijn clients voor Windows, Linux, Mac OS X en zelfs BeOS beschikbaar. Sommige hiervan zijn gratis, andere zijn shareware.

## Trivia
- Het spel is opgenomen in het boek 1001 Video Games You Must Play Before You Die van Tony Mott.